# Carroll Ballard
Pour les articles homonymes, voir Ballard.
Carroll Ballard est un réalisateur américain, né le 14 octobre 1937 à Los Angeles.

## Filmographie
- 1979 : L'Étalon noir (The Black Stallion)
- 1983 : Un homme parmi les loups (Never Cry Wolf)
- 1986 : Nutcracker: The Motion Picture (en)
- 1992 : Wind
- 1996 : L'Envolée sauvage (Fly Away Home ; Le Premier Envol au Canada)
- 2005 : Duma